# Corísia
La Corísia (Ceiba speciosa, antigament Chorisia speciosa) és una espècie d'arbre.
És originari dels boscos tropicals i subtropicals de l'Amèrica del Sud. Pertany a la mateixa família botànica que el baobab i el kapok. Un altre arbre del gènere Ceiba Ceiba chodatii, sovint rep el mateix nom comú.
Resisteix la secada i el fred moderat. Creix ràpidament quan l'aigua és abundant i arriba a fer 25 m d'alt. El seu tronc té forma d'ampolla amb espines còniques que serveixen per emmagatzemar-hi aigua.
Les fulles són compostes de 5 a 7 folíols. Les flors són de color blanc crema en el centre i rosades als extrems. Floreix de febrer a maig.
Els fruits són tavelles ovoides de 20 cm de llarg amb una fibra cotonosa a l'interior.

## Usos
Arbre ornamental (també a Barcelona). La substància cotonosa s'ha usat per omplir coixins i com aïllant i la fusta tova i flexible per a fer paper, cordes i altres usos.